# ماندارام نووارا
ماندارام نووارا (به لاتین: Mandaram Nuwara) یک منطقهٔ مسکونی در سری‌لانکا است که در استان مرکزی (سری‌لانکا) واقع شده‌است. ماندارام نووارا ۵۵۰ نفر جمعیت دارد.